# Lobsang Tenzin Jigme Yeshi Gyantso
Ne doit pas être confondu avec Kirti Tsenshab Rinpoché.
Kirti Rinpoché, Tulku Namsum, Guéshé
Ngawang Lobzang Tenpa Tsering
Lobsang Tenzin Jigme Yeshi Gyantso (tibétain : བློ་བཟང་བསྟན་འཛིན་འཇིགས་མེད་ཡེ་ཤེས་རྒྱ་མཚོ།།, Wylie : Blo bzang bstan 'dzin 'jigs med ye shes rgya mtsho), est le 11e Kirti Rinpoché, né le 8 août 1942 dans l’Amdo, région Est du Tibet, lié au monastère de Kirti à Taktsang Lhamo, Amdo.

## Biographie

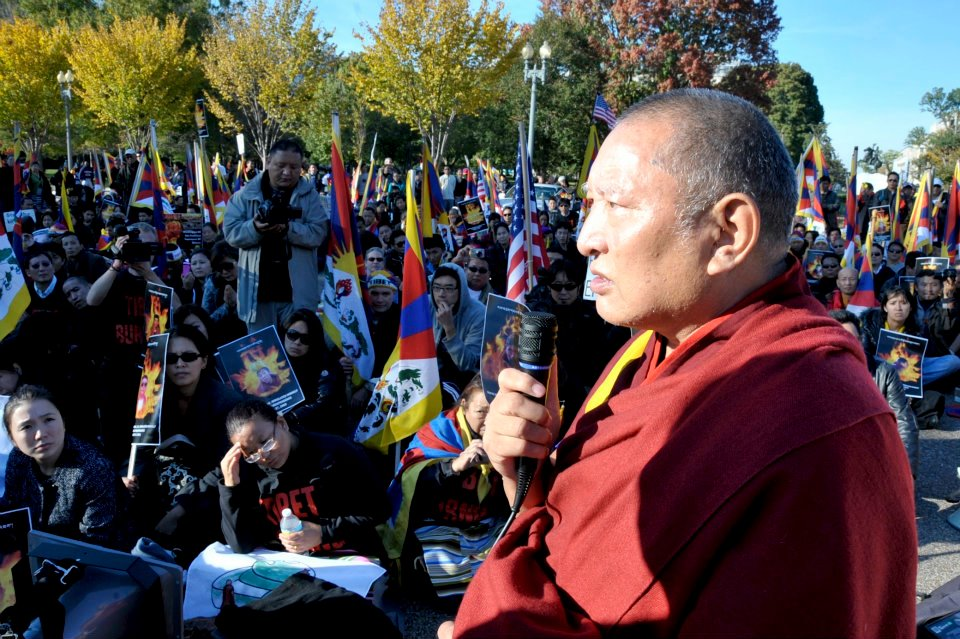
Kirti Rinpoché lors d'une manifestation à Washington en 2011

Lobsang Tenzin Jigme Yeshi Gyantso est né le 8 août 1942 à Thevo Takmoe Depa en Amdo, il a été reconnu en 1946 comme le 11e dans la lignée des Kirti Rinpochés par Jigme Gyatsho Damchoe et Jamyang Shedpa Tenpai Gyaltshen Pel Sangpo.
Il a été intronisé au monastère de Taktsang Lhamo en 1947. 
Par la suite, il a suivi des études religieuses au monastère dans l'Amdo. 
En 1957, à la demande du 14e dalaï-lama, il se rendit à Lhassa.
Le gouvernement du Tibet lui conféra un titre honorifique, équivalent en prestige de Tulku Namsum (Trois Tulkus principaux).
Il a fui le Tibet en 1959, lors de l'exode tibétain de 1959.
En 1962, il a reçu les vœux bouddhistes les plus élevés du 14e dalaï-lama.
De 1960 à 1964, il a poursuivi des études supérieures dans la religion et la philosophie bouddhiste à Buxa Duar et plus tard à Dalhousie, en Inde.
En 1965, après une sélection menée par le gouvernement tibétain, Kirti Rinpoché a rejoint le programme de formation d'enseignant, et il a reçu une formation supérieure dans le système d'éducation moderne et traditionnelle.
En 1968, à la demande du précédent abbé, Ngawang Samten Rinpoché, il a pris l'entière responsabilité de superviser l'administration du  monastère de Gaden Choeling Tashi à Sukia, Darjeeling. Dans le même temps, Kirti Rinpoché a reçu une formation supérieure à l'Institut central d'études supérieures tibétaines à Varanasi pendant neuf ans. Il y a reçu les diplômes de Shastri et d'Acharya.
Pendant une décennie, à partir de 1978, Kirti Rinpoché a travaillé comme chercheur à la Bibliothèque des archives et des œuvres tibétaines à Dharamsala, et a également été nommé en tant que représentant du 14e dalaï-lama au Conseil d'administration de l'Institut de tibétologie Namgyal à Gangtok au Sikkim.
En 1984, en tant que représentant du gouvernement tibétain en exil, Kirti Rinpoché a visité le Tibet et la Chine, où il a rencontré de nombreux dignitaires chinois et élevés lamas tibétains y compris le 10e panchen-lama.
En 1986, à l'issue d'un examen rigoureux traditionnel et de débats des trois grands monastères de Sera, Drépung et Ganden en Inde du Sud, Kirti Rinpoché a été honoré du plus haut degré de Geshe Lharampa (équivalent à un doctorat).
À partir de 1987 Kirti Rinpoché a assumé diverses fonctions importantes dans les bureaux du gouvernement tibétain en exil, au bureau du 14e dalaï-lama, au Comité politique, au comité de rédaction de la constitution du Tibet et aussi en tant que membre de la Commission de la fonction publique où il fut nommé par le dalaï-lama. En 1997, Kirti Rinpoché a été élu au bureau du Kashag, le plus haut organe exécutif du gouvernement tibétain en exil, assumant la fonction de ministre tibétain de la Religion et de la Culture. Dans le même temps, il était vice-président de la Conférence asiatique bouddhiste pour la paix (PCAA) et membre de la fondation religieuse tibétaine à Taïwan.
Il a fondé un monastère de Kirti à Dharamsala, en Inde, en avril 1990. En 2008, ce monastère comptait 201 moines, tous arrivés du Tibet.
Au Tibet oriental, à Dzoge, son monastère Kirti Taktsang Lhamo, fondé par le 5e Kirti Rinpoché , entièrement détruit durant le révolution culturelle, était en cours de reconstruction en 1991.  
En 1990, il est l’un des cinq membres du « Comité de rédaction de la Constitution » dirigé par Juchen Thupten Namgyal, et comprenant aussi Rikha Lobsang Tenzin, Wangdue Dorjee et Samdhong Rinpoché .
En 1992, Kirti Rinpoché a rétabli le Kirti Jepa Dratsang (Institut de hautes études tibétaines) à Dharamsala. 
En 1993, Kirti Rinpoché a publié des conseils en treize points pour le monastère de Kirti au Tibet, amenant de nombreux monastères au Tibet à devenir végétariens.  En 2001, Kirti Rinpoché a écrit une livre intitulé druk cu rgan po'i re'dun, des conseils pour le monastère de Kirti au Tibet suggérant des réformes du système d'enseignement monastique et de ses règles
Selon le journaliste Frédéric Koller, s'il est réfugié en Inde depuis 1959, il reste toutefois le chef spirituel du monastère de Kirti dans le Sichuan, lequel recouvre plusieurs établissements monastiques. C'est dans celui de Ngaba qu'a eu lieu, en 2009, la première immolation.
En 2011 après les auto-immolations de Tibétains, Kirti Rinpoché indique à la Commission Tom Lantos des droits de l'homme le 3 novembre 2011, qu'il déplore la mort de ceux qui se sont immolés, et appelle à sauver la vie des survivants. Il ajoute que pour promouvoir l'harmonie entre les Tibétains et les Chinois, il a récemment proposé son entière collaboration. Il précise qu'il a, à maintes reprises, approché le gouvernement chinois pour obtenir la permission de se rendre au Tibet, pensant que sa visite lui donnerait l'occasion de délivrer un message de conseils et de réconfort, mais qu'il n'a pas encore reçu de réponse du gouvernement chinois.
Selon Campagne internationale pour le Tibet, Kirti Rinpoché affirme que les moines subissent des restrictions de liberté, « La religion et la culture tibétaine subissent une telle répression indicible et la désespérance a atteint un tel niveau que les gens choisissent de se suicider plutôt que de continuer à vivre ».
Actuellement, Kirti Rinpoché est le chef de Kirti Jepa Dratsang, à Dharamsala.
L'historienne chinoise Jianglin Li lui consacre un ouvrage préfacé par le dalaï-lama et traduit par Matthew Akester.

## Critique
Selon AsiaNews (en), Kirti Rinpoché aurait travaillé comme bibliothécaire au Palais du Potala, la résidence des dalaï-lamas. Selon une source locale anonyme citée par AsiaNews « il n'était pas un grand érudit et était très politisé ».